# Stara Huta (Basse-Silésie)
Pour les articles homonymes, voir Stara Huta.
Stara Huta est une localité polonaise de la gmina de Krośnice, située dans le powiat de Milicz en voïvodie de Basse-Silésie.